# Opération funky
Série
Opération funky 2
(2019)
Pour plus de détails, voir Fiche technique et Distribution.
Opération funky (Undercover Brother), ou Un agent très secret au Québec, est un film américain réalisé par Malcolm D. Lee, sorti en 2002.

## Synopsis
L'agent secret Undercover Brother travaille souvent en solo. Il est un amateur de funk et de jolies filles. Alors qu'une drogue hallucinogène vient de faire son apparition pour contrôler les gens, le mouvement B.R.O.T.H.E.R.H.O.O.D. demande de l'aide à Undercover Brother pour arrêter un groupe criminel.
Avec l'aide de sa partenaire Sister Girl, le duo s’infiltre dans la base ennemie, mais l'un des membres de la base, M.Chicken, découvre sa véritable identité. Ce dernier fait alors appel à White She Devil pour se débarrasser de Undercover Brother. Mais, malheureusement, cette mission ne s'annonce pas si facile.

## Fiche technique
- Titre français : Opération funky
- Titre original : Undercover Brother
- Réalisation : Malcolm D. Lee
- Scénario : Michael McCullers et John Ridley d'après sa websérie
- Musique : Stanley Clarke
- Costumes :  Danielle Hollowell
- Décors : William A. Elliott
- Pays d'origine : États-Unis
- Genre : Comédie
- Durée : 86 min
- Date de sortie : 
  - États-Unis : 31 mai 2002

## Distribution
- Eddie Griffin (VF : Christophe Lemoine, VQ : François L'Écuyer) : Undercover Brother / Anton Jackson
- Chris Kattan (VF : Guillaume Lebon, VQ : Gilbert Lachance) : M. Chicken
- Denise Richards (VF : Céline Mauge, VQ : Isabelle Leyrolles[1]) : White She Devil / Penelope Snow
- Aunjanue Ellis (VQ : Nadia Paradis) : Sister Girl
- Dave Chappelle (VF : Jérôme Pauwels) : Conspiration Brother
- Chi McBride (VF : Pascal Renwick, VQ : Yves Corbeil) : Le Chef
- Neil Patrick Harris (VQ : Jacques Lussier) : Lance
- Gary Anthony Williams (VQ : Thiéry Dubé) : Smart Brother
- Billy Dee Williams (VF : Emmanuel Jacomy, VQ : Denis Mercier) : le Général Warren Boutwell
- Jack Noseworthy : M. Elias
- James Brown : Lui-même
- Robert Trumbull (VF : Philippe Catoire, VQ : Vincent Davy) : The Man
- William B. Taylor : le Barbier
- J.D. Hall : Narrateur
- Ron Pardo : Chuck